# 臺南地方法院院長宿舍
臺南地方法院院長宿舍為臺南市中西區府前路上的歷史建築，為一棟磚造獨棟日本高等文官宿舍，建於大正9年（1920年），於民國106年（2017年）登錄為歷史建築。原址為臺灣府城萬壽宮，近年來曾在附近發現萬壽宮的石碑、石鼓和柱礎等部分構件。

## 沿革
此地的前身「萬壽宮」興建於清乾隆30年（1765年），為官民祝賀、遙拜清皇的場所。日本治臺後，即劃定臺灣府城東門街上的安平縣學（原臺灣縣學）作為第一代臺南地方法院的廳舍；而縣學東側的萬壽宮則作為法院官舍。後來於1920年改建為現今之日式宿舍，建築至今雖經部份整修與增建，仍保留日式宿舍之元素。

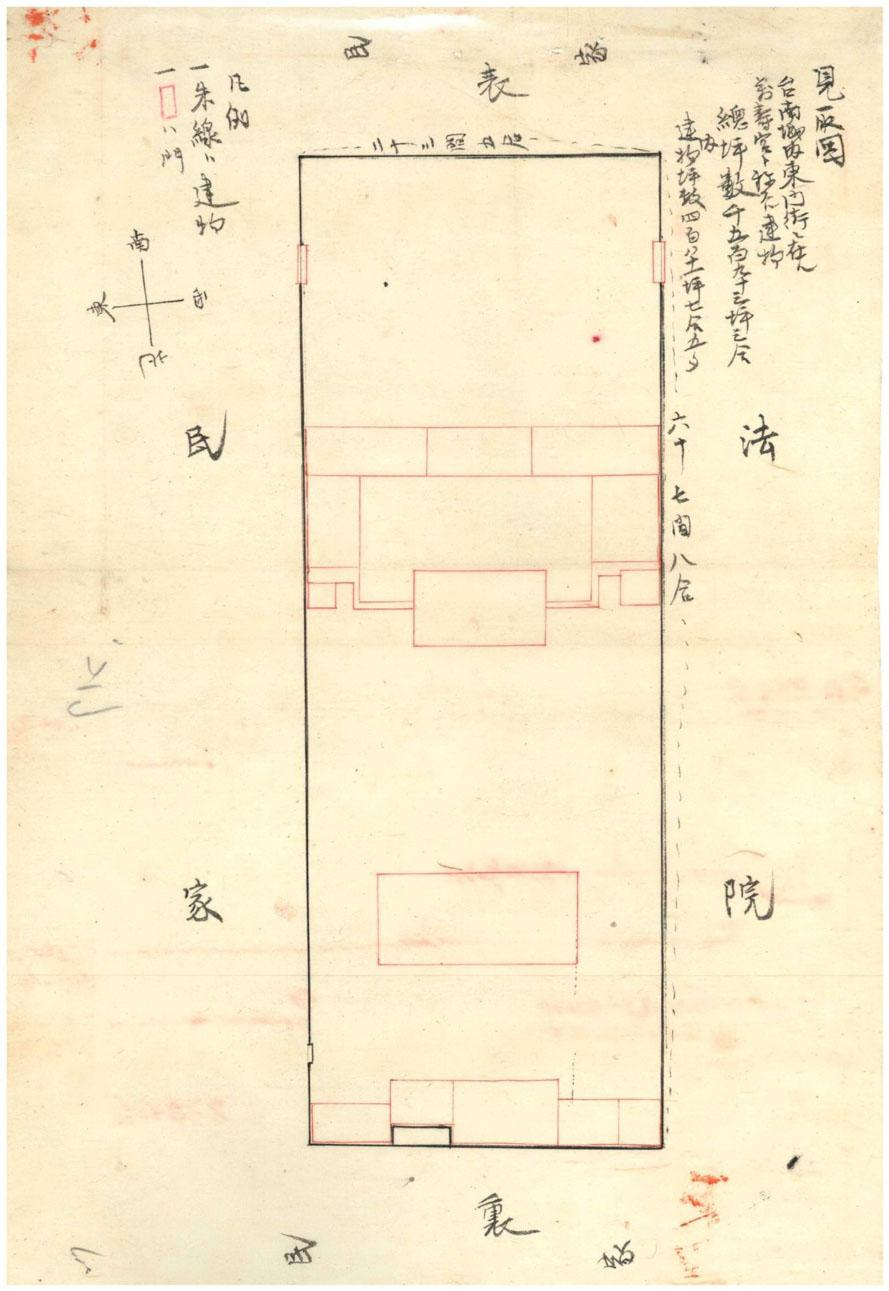
1897年將萬壽宮作為臺南地院宿舍

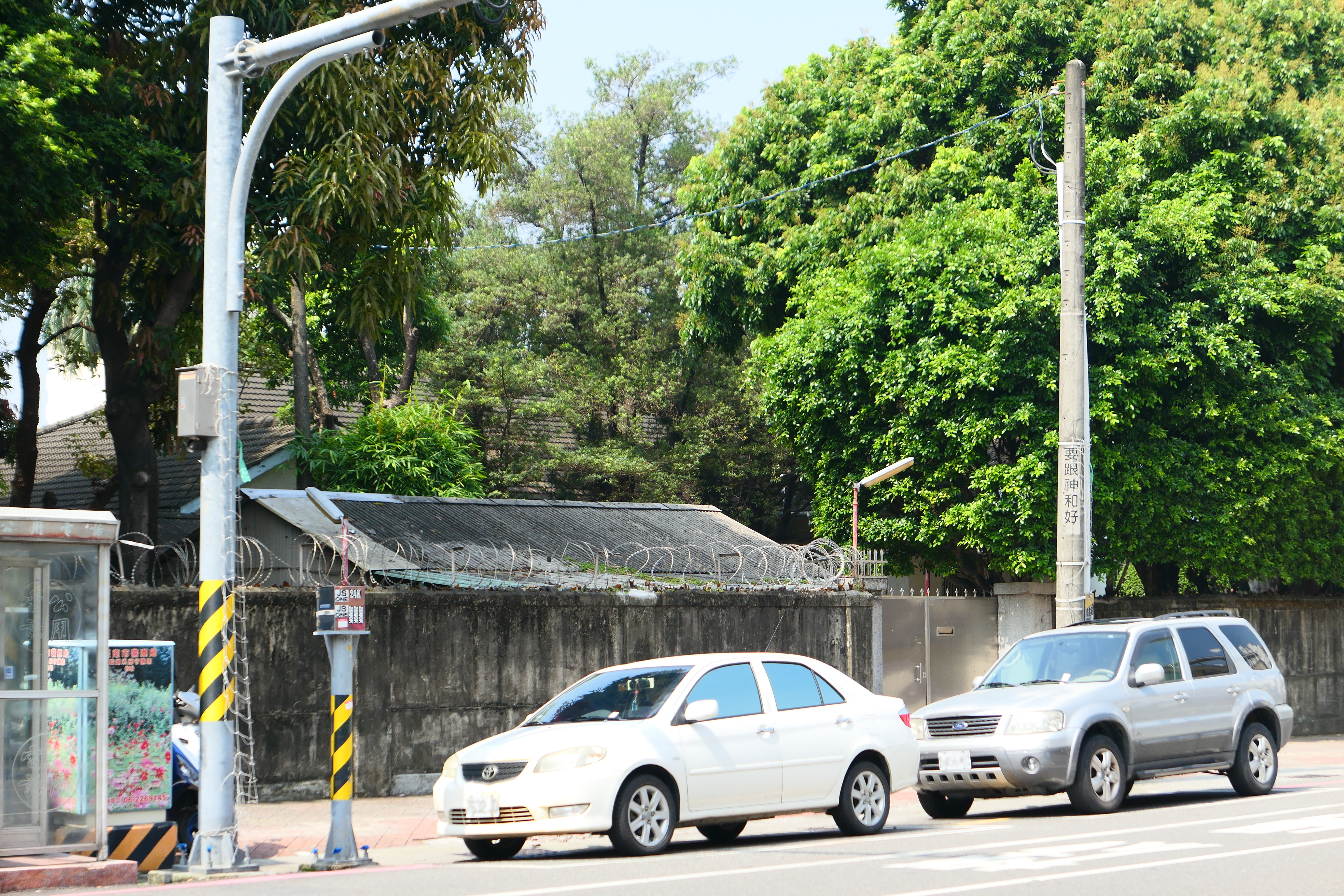
遠眺臺南地方法院院長宿舍

## 附近
- 東門圓環
- 奎樓書院
- 東嶽殿
- 延平郡王祠